# Навіки (село)
Навіки (ест. Navikõ), також Навіке, Навіги, Навікі, Наві — село в Естонії, входить до складу волості Меремяе, повіту Вирумаа.